# Victoria Thornley
Victoria Thornley (* 30. November 1987 in St Asaph, Denbighshire, Wales) ist eine britische Ruderin. 

## Sportliche Karriere
Thornley war als Jugendliche im Reitsport aktiv, 2007 begann sie mit dem Rudersport. 2009 ruderte die 1,92 m große Athletin in dem Achter, der den Titel bei den U23-Weltmeisterschaften gewann. 2010 rückte sie in den britischen Achter in der Erwachsenenklasse auf, bei den Weltmeisterschaften in Neuseeland belegte die Crew den vierten Platz. Im Jahr darauf gewann der Achter die Bronzemedaille bei den Weltmeisterschaften in Bled. Bei der Olympischen Regatta 2012 belegte der britische Achter vor heimischem Publikum den fünften Platz. 
2013 wechselte Thornley vom Riemenrudern zum Skullrudern. Bei den Weltmeisterschaften 2013 belegte sie als Siegerin im B-Finale den siebten Platz im Einer. 2014 bildete sie mit Frances Houghton einen Doppelzweier. Bei den Europameisterschaften kamen die beiden als Sechste ins Ziel, rückten aber später wegen einer Doping-Disqualifikation auf den fünften Platz vor. Bei den Weltmeisterschaften in Amsterdam startete Thornley wieder im Einer und belegte den achten Platz. 
2015 kehrte nach zweijähriger Pause die vierfache Olympiamedaillengewinnerin Katherine Grainger ins britische Nationalteam zurück. Bei den Europameisterschaften in Posen gewannen Grainger und Thornley im Doppelzweier die Bronzemedaille hinter den Booten aus Polen und Litauen. Nach dem sechsten Platz bei den Weltmeisterschaften 2015 und dem vierten Platz bei den Europameisterschaften 2016 erreichten Grainger und Thornley auch bei den Olympischen Spielen 2016 das Finale. Mit einer knappen Sekunde Rückstand auf die Polinnen Magdalena Fularczyk-Kozłowska und Natalia Madaj gewannen die beiden Britinnen die Silbermedaille. Für die Schottin Grainger war es die fünfte olympische Medaille, für die Waliserin Thornley die erste.
2017 startete Thornley im Einer und gewann den Titel bei den Europameisterschaften. Bei den Weltmeisterschaften im selben Jahr erkämpfte sie die Silbermedaille hinter der Schweizerin Jeannine Gmelin. Bei den Weltmeisterschaften 2019 gelang ihr mit einem vierten Platz im Einer die Qualifikation ihres Bootes für die (in weiterer Folge auf 2021 verschobenen) Olympischen Spiele 2020 in Tokyo. Dort belegte sie ebenfalls den vierten Platz mit 0,67 Sekunden Rückstand auf die Drittplatzierte.